# Avenida Prestes Maia

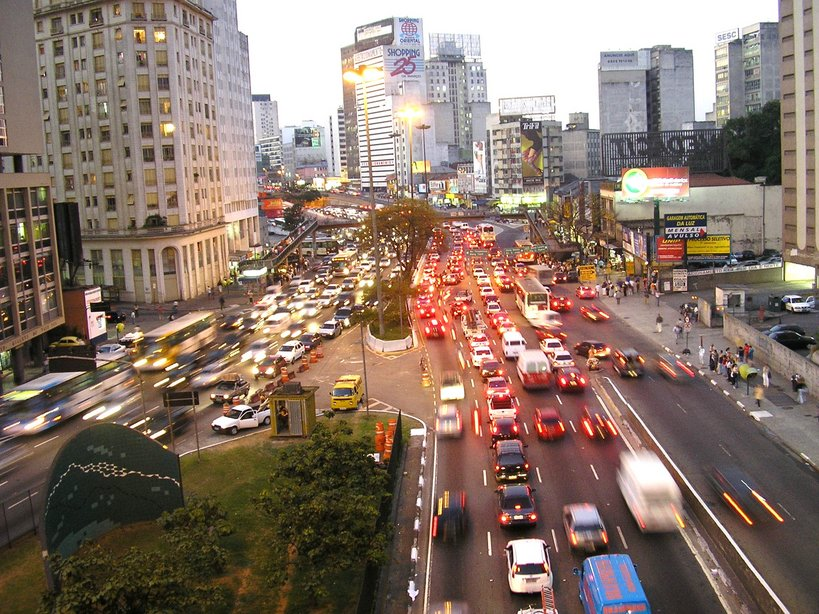
Avenida Prestes Maia en hora pico.

La avenida Prestes Maia es una importante arteria vial de la ciudad brasileña de São Paulo, capital del Estado homónimo. En un inicio fue el ramal norte de la avenida conocida originalmente como Avenida Itororó o Avenida Anhangabaú y que actualmente es la Avenida 23 de Mayo.
Está localizada en la región central de la ciudad y atraviesa el distrito de Bom Retiro. Debido a su ubicación, en una zona financiera y comercial, la avenida suele tener muchos embotellamientos de tránsito, principalmente en las horas pico. Inicia en el Vale do Anhangabaú y se extiende al norte hasta el barrio de Luz donde su recorrido forma la Avenida Tiradentes. Forma parte del Corredor Norte-Sul de la ciudad junto con las avenidas 23 de Mayo, Tiradentes y Santos Dumont.
En esta avenida se sitúa el rascacielos Mirante do Vale, que con 170 metros de altura y 51 pisos, es el edificio más alto de Brasil. Desde el 26 de abril de 1965 está nombrada en honor a Francisco Prestes Maia quien fuera un importante arquitecto paulista y alcalde de la ciudad en los años 30, 40 y 60.